# Northrop Grumman B-21 Raider
Northrop Grumman B-21 Raider je americký víceúčelový strategický bombardér, vyvíjený společností Northrop Grumman. Využívá technologii stealth s možností průniku nad silně bráněná území. V budoucnu by měl nahradit stávající bombardéry amerického letectva B-1B Lancer a B-2 Spirit. B-21 Raider je prezentován jako první letoun 6. generace na světě. V roli strategického bombardéru pro útoky na dlouhé vzdálenosti pomocí konvenčních a jaderných zbraní je plánováno, že bude sloužit společně s modernizovanými letouny B-52.
B-21 bude součástí větší rodiny systémů, které budou působit ve zpravodajských a průzkumných misích, ale i v rámci elektronického boje.
Letoun B-21 by měl mít schopnost podnikat jak pilotované, tak i nepilotované lety.

## Průběh vývoje projektu

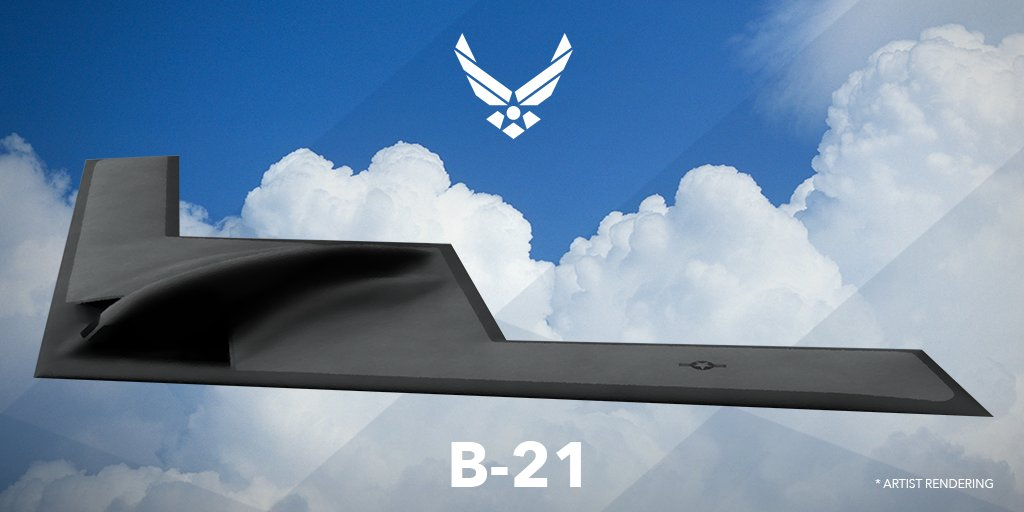
Oficiální projektová prezentace B-21 Raider

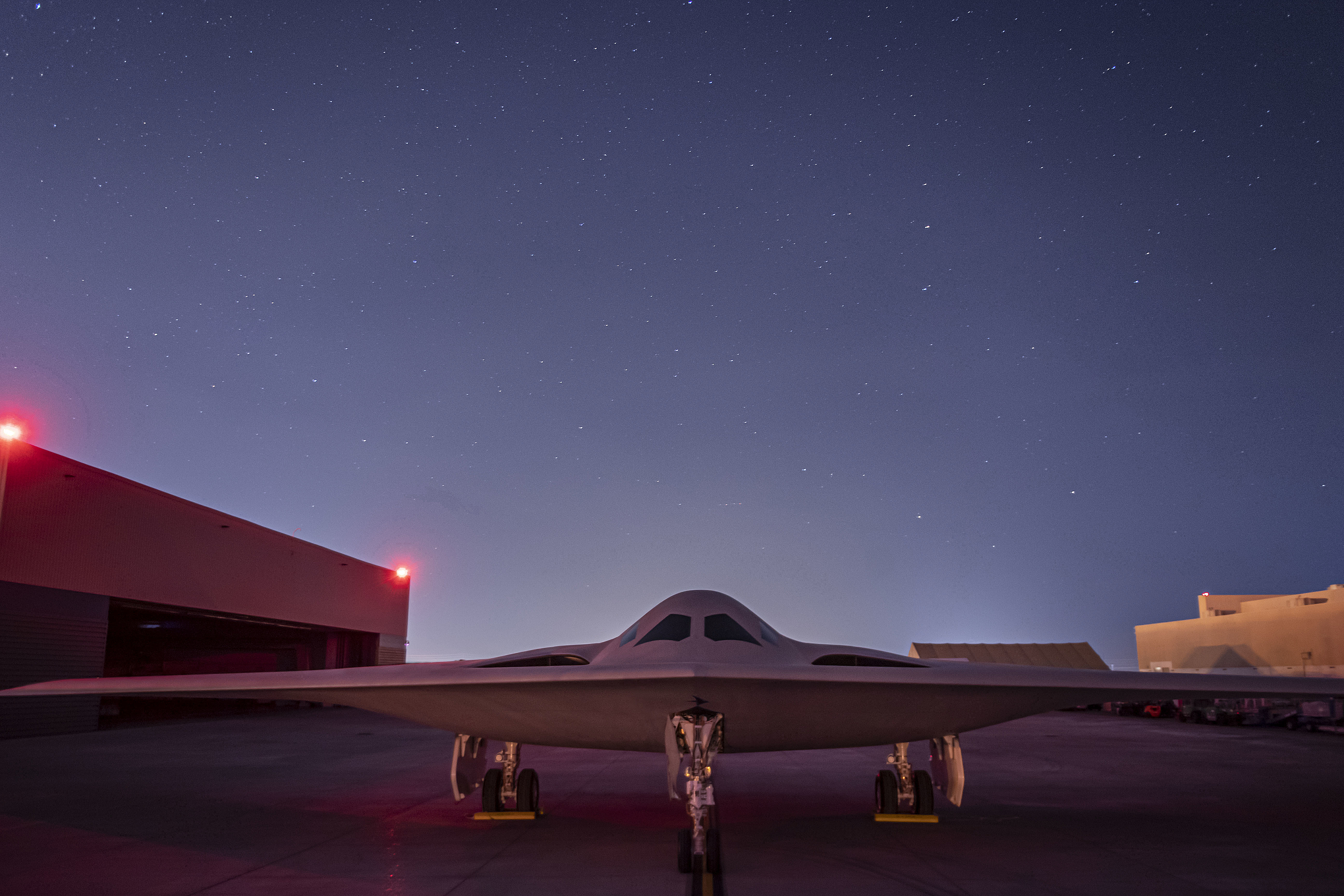
B-21

B-21 vychází z projektu Long Range Strike-Bomber (LRS-B), jehož vývoj byl zahájen v červenci 2014 předložením žádosti o návrh (request for proposal) vybraným leteckým společnostem.
Projekt neprobíhá klasickým způsobem jako při vývoji ostatních letounů. Výběrové řízení bylo dvoukolové s tím rozdílem, že již neproběhla stavba fyzického prototypu. Místo fyzického prototypu se využívá technologií virtuálních prototypů, kde se porovnávaly virtuální modely s parametry navrženými jejich týmy. Projekt je tajný z důvodu ztížení informovanosti potenciálních protivníků konat protiopatření na základě informací z projektu. Díky tomuto nestandardnímu průběhu projektu běží projekt v současnosti o tři roky rychleji, než při běžném režimu. Toto opatření a celkový přístup k projektu vývoje letounu je na základě zkušeností, zejména negativních, s projektem F-35. V tomto případě se obě strany snaží vyvarovat problémů, které měl vývoj F-35.
Do druhého kola postoupil Northrop Grumman a společný tým Lockheed Martin s Boeingem.
V říjnu 2015 bylo oznámeno, že Northrop Grumman vyhrál zakázku.
Oficiální bojový název Raider je na počest letců účastnících se náletu na Tokio 18. dubna 1942 za druhé světové války, jemuž velel Jimmy Doolittle, v angličtině známém pod jménem Doolittle Raid, a jeho účastníci jako Doolittle Raiders. Během konference při níž bylo jméno oznámeno veřejnosti jej typu oficiálně udělil poslední žijící účastník náletu, podplukovník ve výslužbě Richard E. Cole.
První stroje měly být dodávány v roce 2020. 30. června 2021 bylo oznámeno, že probíhají dokončovací práce na prvních dvou B-21. Dle projevu Darlene Costello byly letouny připraveny pro testování. V únoru 2022 bylo ve výrobě šest letounů B-21.
Na počátku AFA Warfare sympozia, které se konalo v období 2. března – 4. března, oznámil ředitel oddělení DAF RCO Randall Walden, že první B-21 je již zvětší části smontován a přemístěn z výroby do kalibračního zařízení, kde mají proběhnout poslední kroky před připojením napájecích systémů a finální kontrola před prvním letem. Letounu zatím nebylo přiřazeno jméno ani ocasní číslo.

Očekávaná počáteční operační způsobilost (Initial operating capability) je v roce 2030.
Slavnostní roll-out prototypu proběhl 2. prosince 2022. První let prototypu proběhl 10. listopadu 2023. Letoun při něm rovnou přelétl z Palmdale na Edwardsovu leteckou základnu v Kalifornii, kde 17. ledna 2024 absolvoval svůj druhý let. V té době bylo ve stavbě dalších pět prototypů, přičemž je plánováno, že po skončení testovacího období bude všech šest prototypů zařazeno do bojové služby.
V lednu 2024 Northrop Grumman získal zakázku na výrobu neupřesněného počtu B-21 Raider v rámci nízko-sériové výroby LRIP (Low-Rate Initial Production).

## Očekávané využití
Letouny B-21 by měly nahradit ve službě stávající americké bombardéry Rockwell B-1 Lancer, B-2, které by měly být vyřazovány od roku 2031. Ve službě by tak měly doplnit bombardéry Boeing B-52 Stratofortress u nichž je plánováno vyřazení na 50. léta 21. století.
Očekává se nákup minimálně 100 bombardérů B-21. Dvě interní studie[které?] USAF předpokládají maximální počet 145 letadel.
Podle shodného designu odtokové hrany křídel a trupu, jako měl v původním návrhu jeho předchůdce B-2, se předpokládá, že jeho hlavní určení je let pouze ve velkých výškách (výškový strategický bombardér s velmi dlouhým doletem).
Vzhledem ke koncepci plánovaného nasazení F-35 se předpokládá, že může B-21 sloužit také v roli datového uzlu a retranslační stanice. Může tak zajišťovat propojení F-35 pohybujících se v okolí a případně zajistit přenos dat skrze satelitní datovou linku s velitelstvím.
Dalším předpokladem je role nosiče malých bezpilotních letounů létajících v rojích.
Tajemník USAF Frank Kendall na virtuální konferenci Defense One’s Outlook 2022 uvedl, že B-21 by mohl využívat koncept doprovodných bezpilotních wingmanů (tím je například projekt Kratos XQ-58 Valkyrie).
Mezi další zvažované způsoby nasazení, zejména do silně bráněných území, jako může být Čína, je společné nasazení spolu s novým dálkovým stíhačem o němž právě probíhají studie. Nasazení by mělo být podobné, jako v případě bombardovacích svazů B-29 Superfortress nad Japonskem, spolu s doprovodnými stíhači P-51 Mustang v období druhé světové války.[zdroj?]
Protiváhou B-21 by měl být ruský Tupolev PAK-DA, který má v budoucnosti nahrazovat stávající strategické bombardéry Tupolev Tu-160 a jeho vývoj byl zahájen o mnoho let dříve. První prototyp PAK-DA by měl být hotov v roce 2025.
Čína vyvíjí taktéž strategický stealth bombardér, označený jako Xian H-20, Xian Hong-20, nebo Xian H-X. Taktéž tento letoun by měl být k dispozici pro testy v roce 2023.

## Technické parametry a vlastnosti

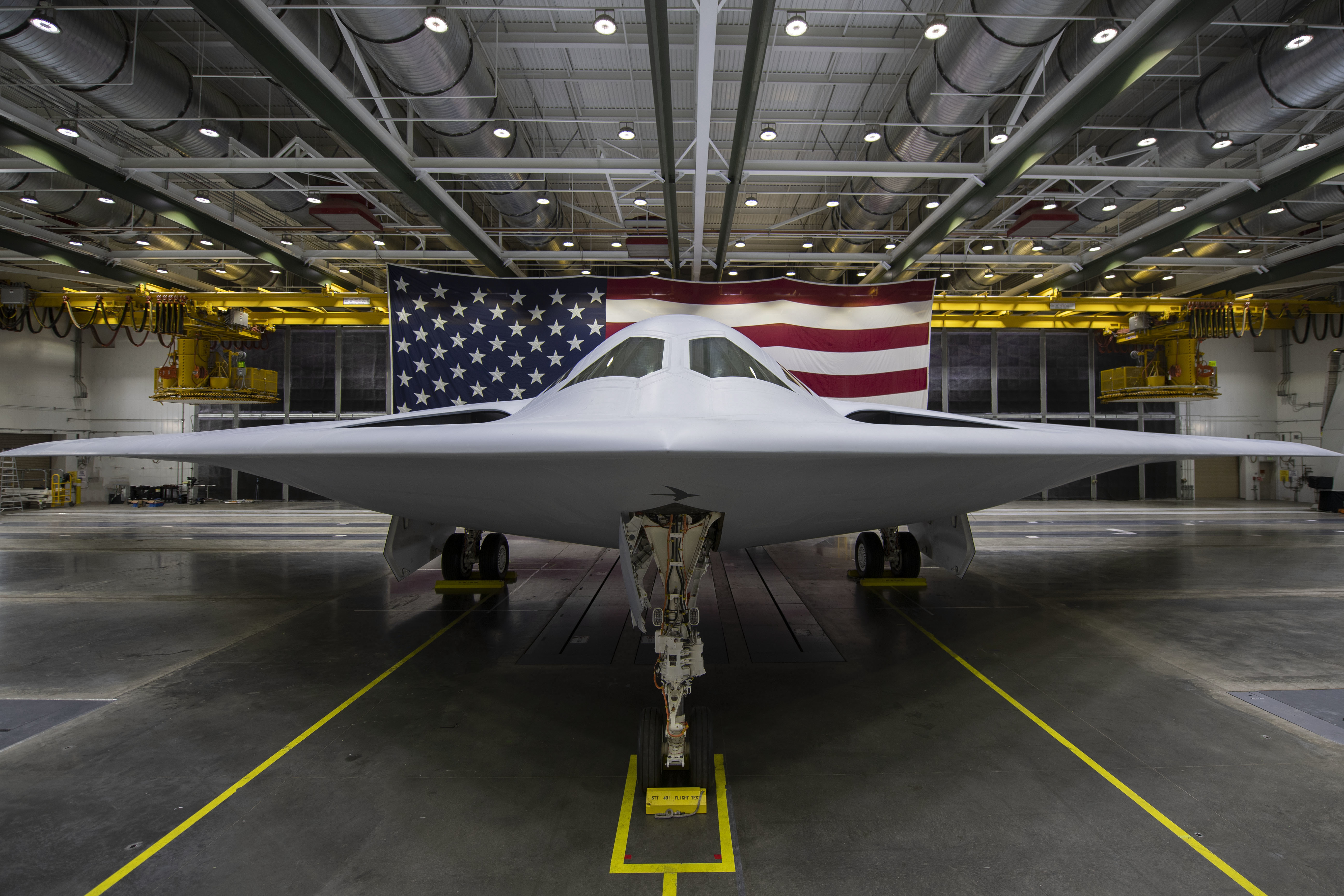
B-21 v hangáru

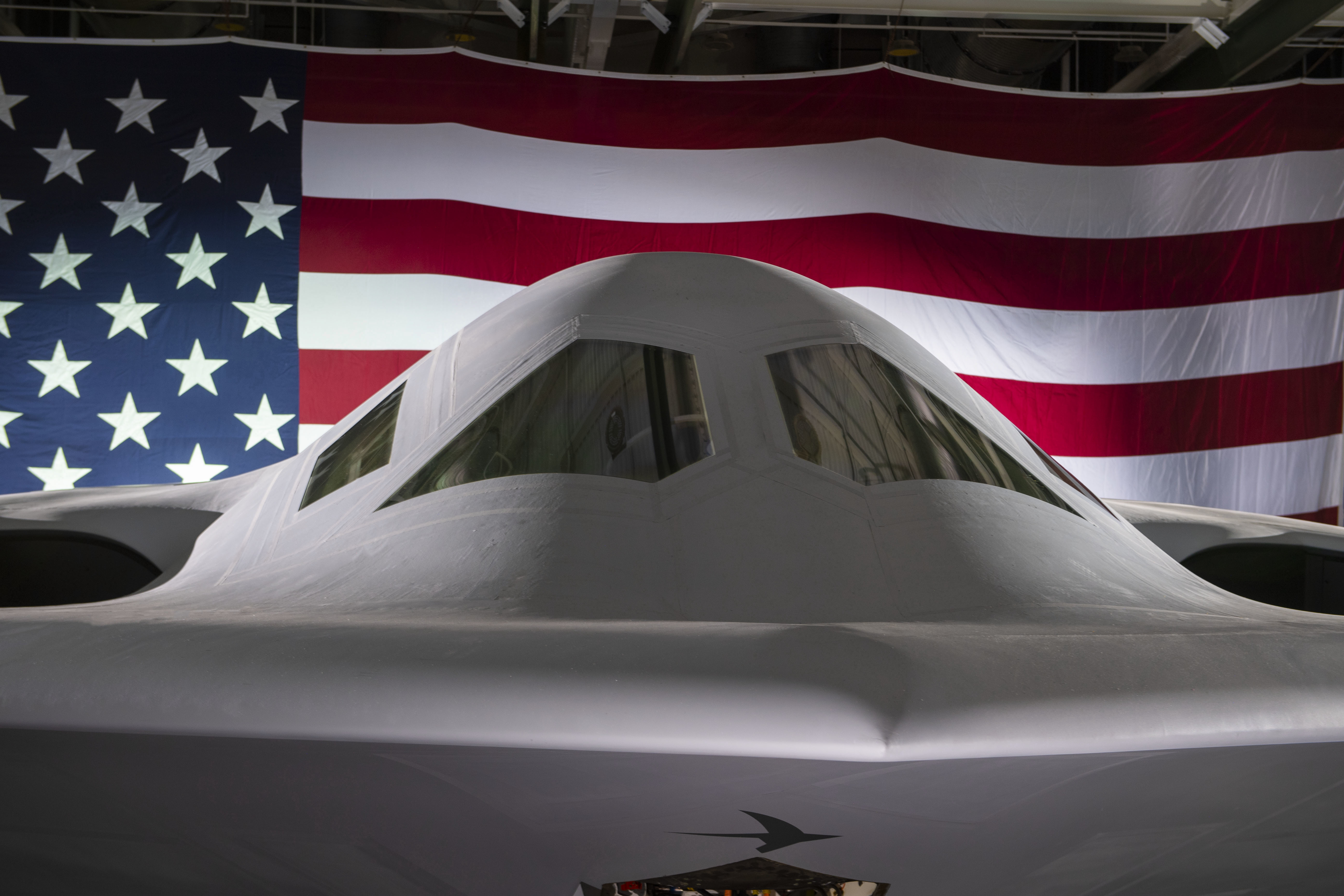
Detail kokpitu B-21 Raider

I po představení B-21 veřejnosti je toho o něm známo velmi málo. Letectvo ani výrobce neuvolnili informace o rozměrech ani hmotnosti letounu. 
Letoun B-21 je řešen jako samokřídlo, které využívá koncepci hybridního křídla, tzv. Blended Wing Body (BWB). Pro tuto koncepci je typické, že trup letounu přechází plynule v křídlo. Po představení letounu je známo, že vstupy vzduchu pro motory jsou zapuštěny do horní strany křídla, což by mělo pomoci se snížením radarové odrazové plochy. To je také rozdíl oproti letounu B-2, který má vstupy vzduchu do motorů umístěny nad profilem křídla.
Protože letoun byl představen jen z čelního pohledu, nejsou k dispozici žádné informace, které by mohly blíže popsat letoun při pohledu zezadu, či z vrchu. Není tak potvrzen tvar odtokové hrany křídla, ani vyústění motorů, které jsou zastavěny v letounu.
Použitá koncepce BWB má dobré vlastnosti, které se týkají snížení aerodynamického odporu, což by mělo přispívat k dlouhému doletu letounu.
Při konstrukci letounu měly být použity velké konstrukční celky z kompozitních materiálů. Povrch letounu má velmi čistý tvar, bez zjevných spár mezi jednotlivými díly pláště. To je také zlepšením oproti předchozímu letounu B-2, kterému se před bojovými misemi spáry mezi panely zakrývají speciální páskou. 
Z čelního pohledu nejsou patrné žádné radomy, senzory, antény pro komunikaci.
Počet pohonných jednotek letounu není znám. Spekuluje se o použití stejných motorů, které používá víceúčelový stíhací letoun F-35, tedy Pratt & Whitney F135. Díky tomu by se měla snížit jejich cena.
Celý letoun, včetně jeho systémů (software) je koncipován podobně jako F-35 jako otevřená architektura. Ta by také měla přinést změnu v modernizacích letounu. Neboť už nebudou modernizovány ve skokových modernizačních krocích, které se označují jako Block nebo střednědobých modernizačních krocích MLU, ale budou vylepšovány kontinuálně.